# Пастораль (жанр)
Пастора́ль (фр. pastorale від лат. pastoralis — «пастуший») — жанр у літературі, образотворчому мистецтві, театрі, музиці і балеті, сюжет якого пов'язаний з ідеалізованим зображенням сільського життя, відтворенням підкреслено простих, наївних переживань на лоні природи. Був популярний в XVII–XVIII столітті в Італії та Франції.

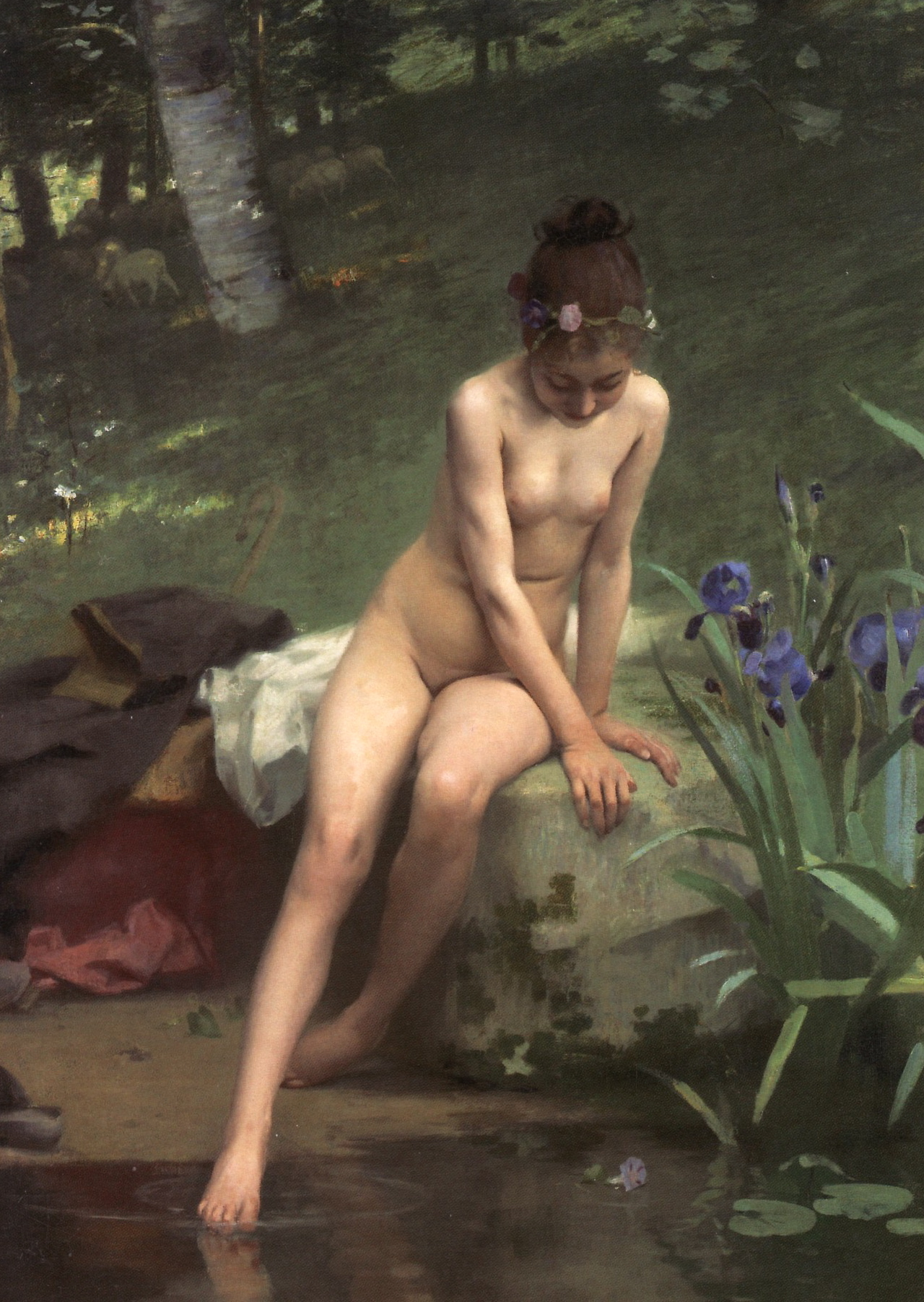
Пол Піл «Маленька пастушка». 1892
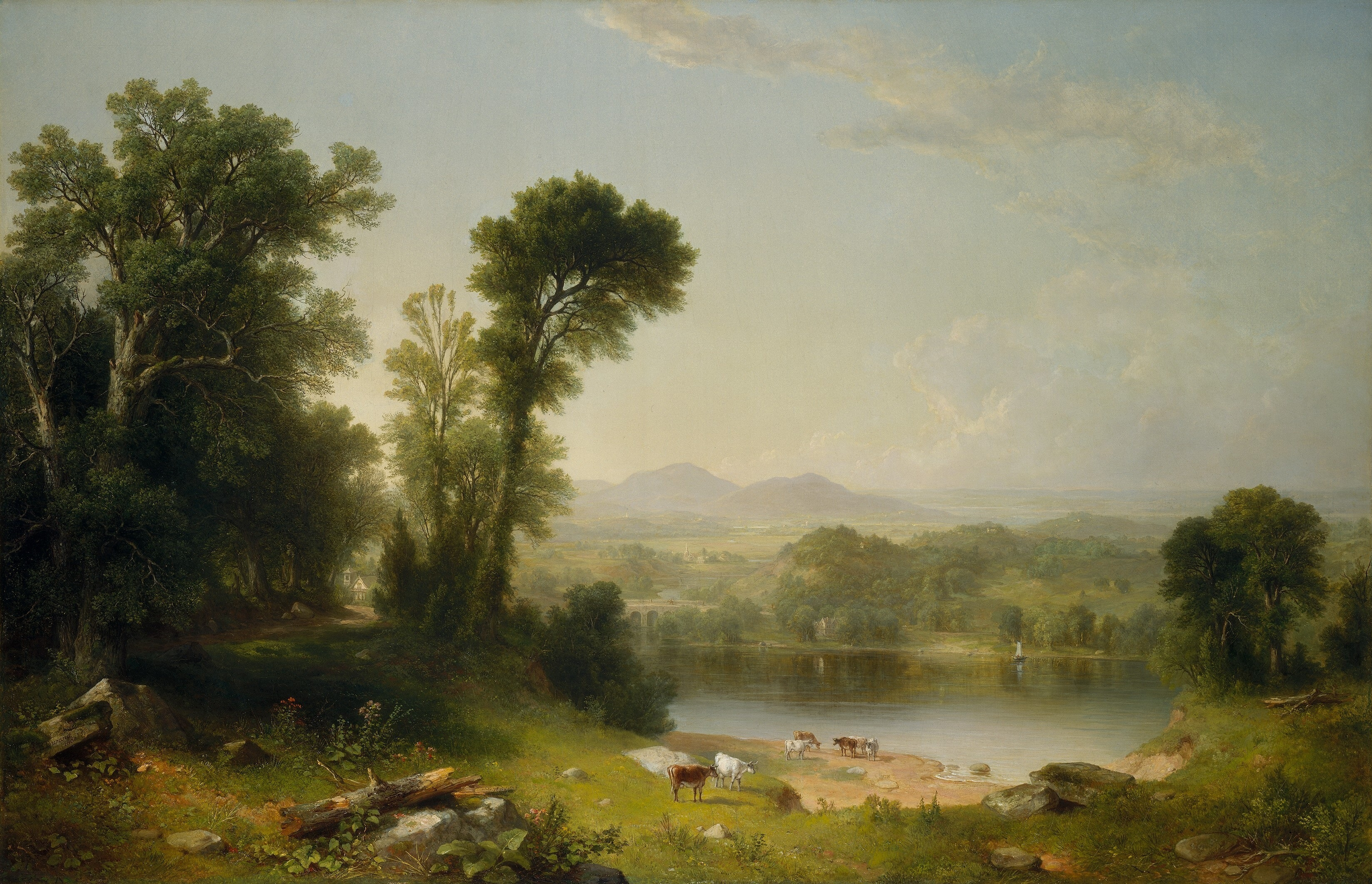
Ашер Браун «Пасторальний краєвид» 1861
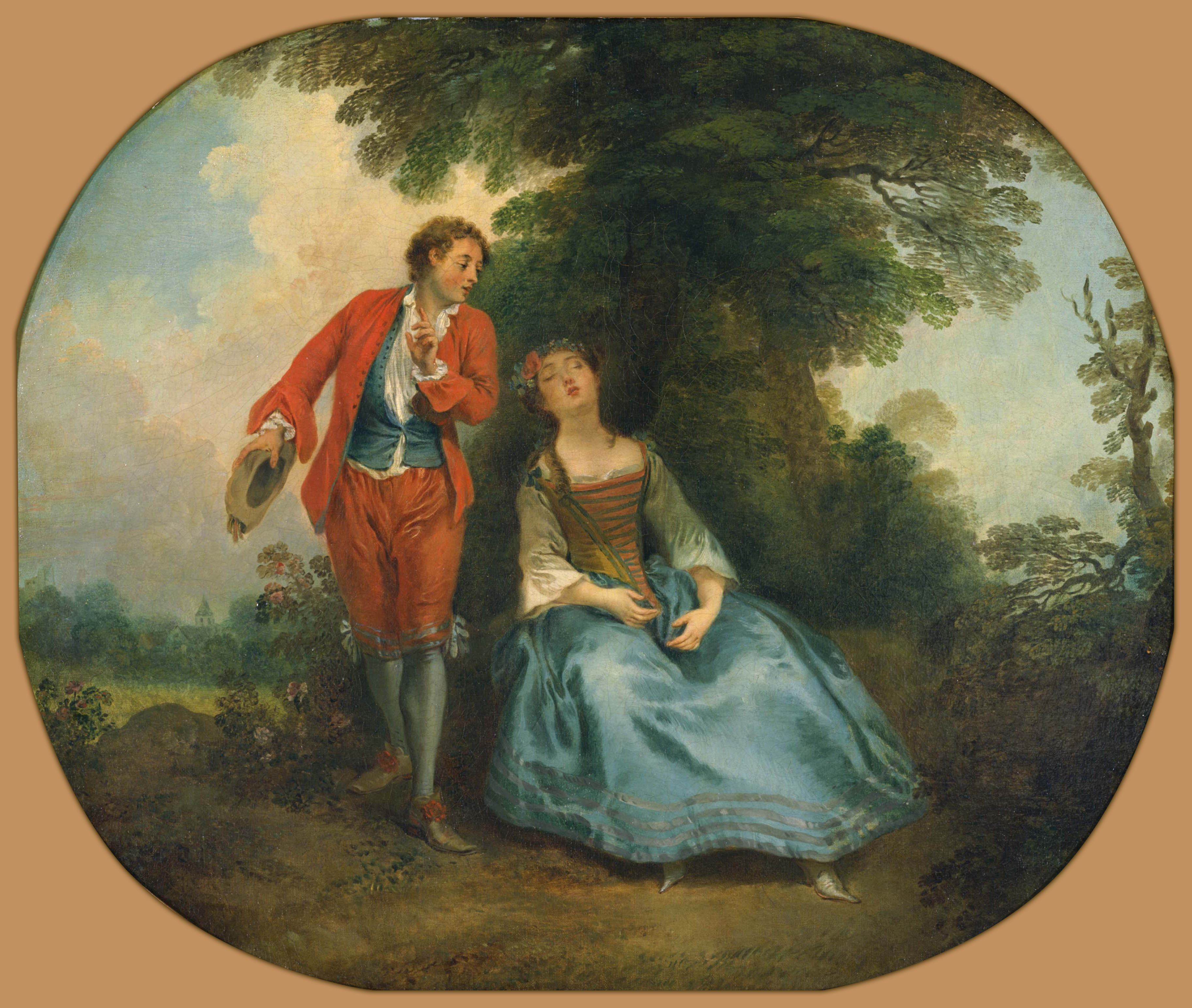
Ніколя Ланкре «Приспана пастушка» 1730
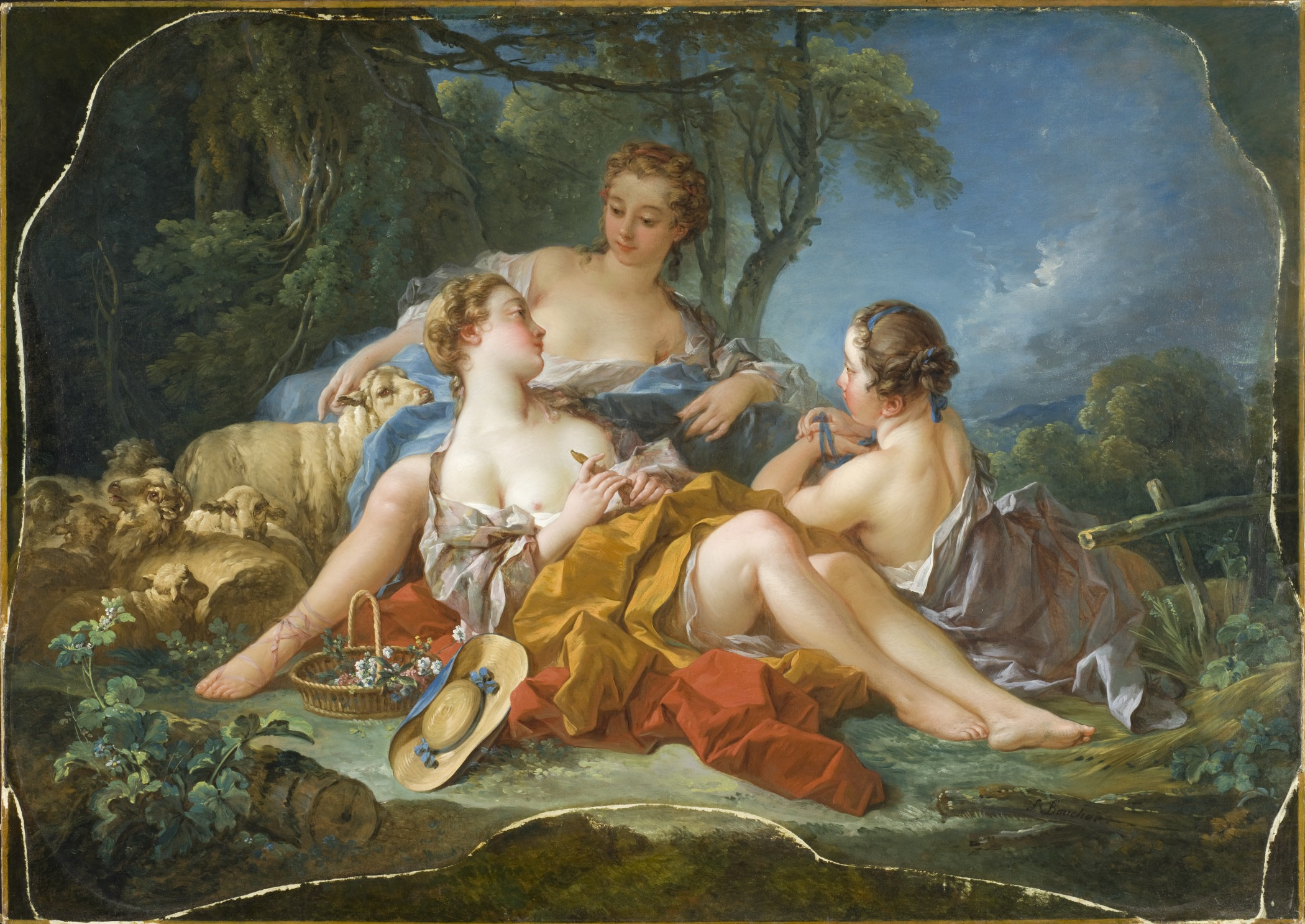
Франсуа Буше «Пасторальні щирості» 1745